# جيم دريك (لاعب دوري الرغبي)
جيم دريك (بالإنجليزية: Jim Drake)‏ هو لاعب دوري الرغبي بريطاني، ولد في 20 فبراير 1931 في Workington ‏ في المملكة المتحدة، وتوفي في 8 أكتوبر 2008 في كينغستون أبون هال في المملكة المتحدة.